# Pet mogili (distrikt i Bulgarien, Sjumen)
Pet mogili (bulgariska: Пет могили) är ett distrikt i Bulgarien.   Det ligger i kommunen Obsjtina Nikola-Kozlevo och regionen Sjumen, i den nordöstra delen av landet, 300 km öster om huvudstaden Sofia.
Trakten runt Pet mogili består till största delen av jordbruksmark. Runt Pet mogili är det ganska glesbefolkat, med 30 invånare per kvadratkilometer.